# Carlo Diodati
Carlo Diodati (* 17. September 1541 in Lucca; † 3. März 1625 in Genf) war ein toskanischer Patrizier und europäischer Händler, der 1567 wegen seines evangelischen Glaubens von Lucca nach Genf emigrierte.

## Leben
Diodati war nach Alessandro und Antonio der dritte Sohn von Michele Diodati und Anna Buonvisi. Er stammte aus einer Familie, die auf einen Deodato in Coreglia des 12. Jahrhunderts zurückging. Später zog die Familie nach Lucca, wo deren Mitglieder teilweise als Ärzte und Chirurgen tätig waren, und sie gelangte im 15. Jahrhundert durch Heirat in den Kreis der Händler und Bankiers. Damit gewannen die Diodatis an Einfluss, nahmen auch Einsitz in kommunale Ämter und entwickelten sich in der ersten Hälfte des 16. Jahrhunderts unter Nicolao, Girolamo und Michele Diodati zur zweitreichsten Familie in Lucca. Sie besaßen das Handelshaus Diodati-Buonvisi, das Niederlassungen in Genua, Lyon und Antwerpen hatte und auf Seidenhandel spezialisiert war.
Diodatis Vater und somit die ganze Familie wurde durch den Prior des Klosters San Frediano und späteren Reformator Peter Martyr Vermigli evangelisch beeinflusst, obwohl dieser von der Inquisition und später auch von den Behörden der Häresie verdächtigt wurde. Der Generalrat Luccas lud seinen Vater am 30. Juli 1567 vor und drohte ihm Todesstrafe und Enteignung an. Die evangelische Familie Diodati war aber mit Salvatore Franceschi und Giuseppe Giona nach Genf geflüchtet. Am 3. März 1568 wurde Michele Diodati in Abwesenheit als Ketzer verurteilt und seine dortigen Besitztümer wurden beschlagnahmt.
Carlo Diodati heiratete 1568 in Genf die ebenfalls aus Lucca geflüchtete Flaminia Micheli, die aber bereits Ende März 1569 bei der Geburt des ersten Sohnes Teodoro verstarb. Diodati erhielt 1572 in Genf das Bürgerrecht. Zusammen mit seinem Cousin Pompeo Diodati und weiteren Flüchtlingen aus Lucca war er in der Produktion und Handel von Seide und Wolle sowie im Finanzwesen tätig. Die Nachkommen des Genfer Zweiges der Diodatis hatten teilweise bedeutende Positionen in Kirche, Politik, Militär und Wirtschaft inne. Sie nahmen teilweise den Namen Déodat an.

## Kinder
- Giovanni Diodati (auch Jean Diodati), reformierter Theologe, der 1607 die Bibel ins Italienische übersetzte
- Elias Diodati
- Theodor Diodati, der 1628 die englische Staatsbürgerschaft annahm